# Toni Braxton-diszkográfia
Toni Braxton amerikai énekesnő diszkográfiája

## Albumok és a róluk megjelent kislemezek
- Toni Braxton (1993)
  - Love Shoulda Brought You Home (1992)
  - Another Sad Love Song (1993)
  - Breathe Again (1993)
  - Seven Whole Days (1993)
  - You Mean the World to Me (1994)
  - I Belong to You/How Many Ways (1994)
- Secrets (1996)
  - You’re Makin’ Me High/Let It Flow (1996)
  - Un-Break My Heart (1996)
  - I Don’t Want To/I Love Me Some Him (1997)
  - How Could an Angel Break My Heart (1997)
- The Heat (2000)
  - He Wasn’t Man Enough (2000)
  - Spanish Guitar (2000)
  - Just Be a Man About It (2000)
  - Maybe (2001)
- Snowflakes (2001)
  - Snowflakes of Love (2001)
  - Christmas in Jamaica (2001)
- More Than a Woman (2002)
  - Hit the Freeway (2002)
- Ultimate Toni Braxton (válogatásalbum, 2003)
- Platinum & Gold (válogatásalbum, 2004)
- Un-Break My Heart: The Remix Collection (2005)
- Libra (2005)
  - Please (2005)
  - Trippin’ (That’s the Way Love Works) (2005)
  - Take This Ring (2005)
  - Suddenly (2006)
  - The Time of Our Lives (2006)
- The Essential Toni Braxton (válogatásalbum, 2007)
- Pulse (2010)
  - Yesterday (2009)
  - Hands Tied (2010)

## Vendégszereplések és más kislemezek
- Give U My Heart (1992)

## Videokazetták, DVD-k
- From Toni with Love: The Video Collection (2001)